# Consell de la Generalitat Valenciana a la IV Legislatura
El Consell de la Generalitat Valenciana en el període 1995-1999, correspon a la IV legislatura del període democràtic.

## Cronologia
Després de les eleccions del maig de 1995 la candidatura encapçalada per Eduardo Zaplana del PPCV obté una majoria relativa de 42 escons sobre els 32 del PSPV-PSOE de Joan Lerma. Eduardo Zaplana resultar elegit President de la Generalitat Valenciana amb 47 vots a favor del seu partit (42) més els d'Unió Valenciana (5), que entra a formar part del Consell i el seu líder Vicent González Lizondo presideix les Corts Valencianes.

## Estructura del Consell
| President: Eduardo Zaplana Hernández-Soro (PPCV) |

| Conselleries                            | Titulars                                                     | Titulars                                                     | Titulars                                                     | Titulars                                                 |
| --------------------------------------- | ------------------------------------------------------------ | ------------------------------------------------------------ | ------------------------------------------------------------ | -------------------------------------------------------- |
| Conselleries                            | 6 de juliol de 1995                                          | canvis de govern                                             | 24 de febrer de 1997                                         | canvis de govern                                         |
| Economia i Hisenda                      | José Luis Olivas Martínez (PPCV)                             | José Luis Olivas Martínez (PPCV)                             | José Luis Olivas Martínez (PPCV)                             | José Luis Olivas Martínez (PPCV)                         |
| Administració Pública                   | José Joaquín Ripoll Serrano (PPCV) (fins a 25/03/1996)       | Dissolta                                                     | Dissolta                                                     | Dissolta                                                 |
| Presidència                             | No existeix                                                  | José Joaquín Ripoll Serrano (PPCV) (des del 25/03/1996)      | José Joaquín Ripoll Serrano (PPCV) (des del 25/03/1996)      | José Joaquín Ripoll Serrano (PPCV) (des del 25/03/1996)  |
| Obres Públiques, Urbanisme i Transports | Luis Fernando Cartagena Travesedo (PPCV) (fins a 16/03/1998) | Luis Fernando Cartagena Travesedo (PPCV) (fins a 16/03/1998) | Luis Fernando Cartagena Travesedo (PPCV) (fins a 16/03/1998) | José Ramón García Antón (PPCV) (des del 16/03/1998)      |
| Cultura, Educació i Ciència             | Fernando Villalonga Campos (PPCV) (fins al 6/07/1996)        | Marcela Miró Pérez (PPCV) (des del 6/07/1996)                | Francesc Camps Ortiz (PPCV) (fins al 23/01/1999)             | Manuel Tarancón Fandos (PPCV) (des del 23/01/1999)       |
| Sanitat i Consum                        | Joaquín Farnós Gauchía (PPCV)                                | Joaquín Farnós Gauchía (PPCV)                                | Joaquín Farnós Gauchía (PPCV)                                | Joaquín Farnós Gauchía (PPCV)                            |
| Treball i Afers Socials                 | José Sanmartín Esplugues (PPCV)                              | José Sanmartín Esplugues (PPCV)                              | Dissolta                                                     | Dissolta                                                 |
| Indústria i Comerç                      | Diego Such Pérez (PPCV)                                      | Diego Such Pérez (PPCV)                                      | Dissolta                                                     | Dissolta                                                 |
| Ocupació, Indústria i Comerç            | No existeix                                                  | No existeix                                                  | Diego Such Pérez (PPCV)                                      | Diego Such Pérez (PPCV)                                  |
| Benestar Social                         | No existeix                                                  | No existeix                                                  | Marcela Miró Pérez (PPCV)                                    | Marcela Miró Pérez (PPCV)                                |
| Agricultura i Medi Ambient              | Maria Àngels Ramón-Llin i Martínez (UV)                      | Maria Àngels Ramón-Llin i Martínez (UV)                      | Dissolta                                                     | Dissolta                                                 |
| Agricultura, Pesca i Alimentació        | No existeix                                                  | No existeix                                                  | Maria Àngels Ramón-Llin i Martínez (UV) (fins al 15/01/1999) | Salvador Manuel Ortells Rosell (UV) (des del 15/01/1999) |
| Medi Ambient                            | No existeix                                                  | No existeix                                                  | José Manuel Castellá Almiñana (UV)                           | José Manuel Castellá Almiñana (UV)                       |